# Илек
Илѐк е река в Казахстан, Актобенска и Западноказахстанска област и Европейска Русия, Оренбургска област, ляв приток на река Урал. Дължината ѝ е 623 km.
Река Илек се образува от сливането на реките Караганди (лява съставяща) и Жарик (дясна съставяща), на 274 m н.в., северно от град Кандиагаш, Актобенска област на Казахстан. Двете реки водят началото си от западните склонове на планината Мугоджари. По цялото си протежение река Илек има широка обработваема долина с една заливна и две надзаливни тераси. Заливната тераса на реката е заета от пасища и е обрасла на места с храсти и широколистни гори. В нея реката силно меандрира и изобилстват многочислени протоци, изоставени старици и малки езера. Последните 180 km по течението ѝ преминава държавната граница между Русия и Казахстан. Влива се отляво в река Урал при нейния 1085 km, на 53 m н.в., при село Илек, Оренбургска област.
Водосборният басейн на Илек обхваща площ от 41,3 хил. km2 и представлява 19,39% от водосборния басейн на Урал. Във водосборния басейн на реката попадат части от териториите на Актобенска, Западноказахстанска и Оренбургска област.
Границите на водосборния басейн на реката са следните:
- на север и изток – водосборните басейни на река Ор и други по-малки леви притоци на Урал;
- на юг – водосборния басейн на река Емба, вливаща се в Каспийско море;
- на югозапад – водосборните басейни на реките Уил и Шънгърлау, леви притоци на Урал.

Река Илек получава сравнително малко притоци – реките: Ветлянка, Голяма Песчанка, Хобда (най-голяма) 225 km, 14 700 km2, вливаща се отляво при село Покровка, Оренбургска област.
Подхранването на Илек е предимно снегово и в по-малък процент дъждовно и подземно. Пълноводието на реката е през пролетта, а през лятото силно намалява. Среден годишен отток при село Чилик, на 112 km от устието 39,8 m3/s. Замръзва през мтората половина на ноември, а се размразява през втората половина на април април.
По течинето на реката са разположени:
- Актобенска област – градовете Кандиагаш, Алга и Актобе и село Мартук (районен център);
- Оренбургска област – град Сол Илецк и село Акбулак (районен център);
- Западноказахстанска област – посьолок Чингирлау (районен център).

Във водосборния басейн на реката се експлоатират големи находища на фосфорити.